# Птахи Австралії (Гульд)

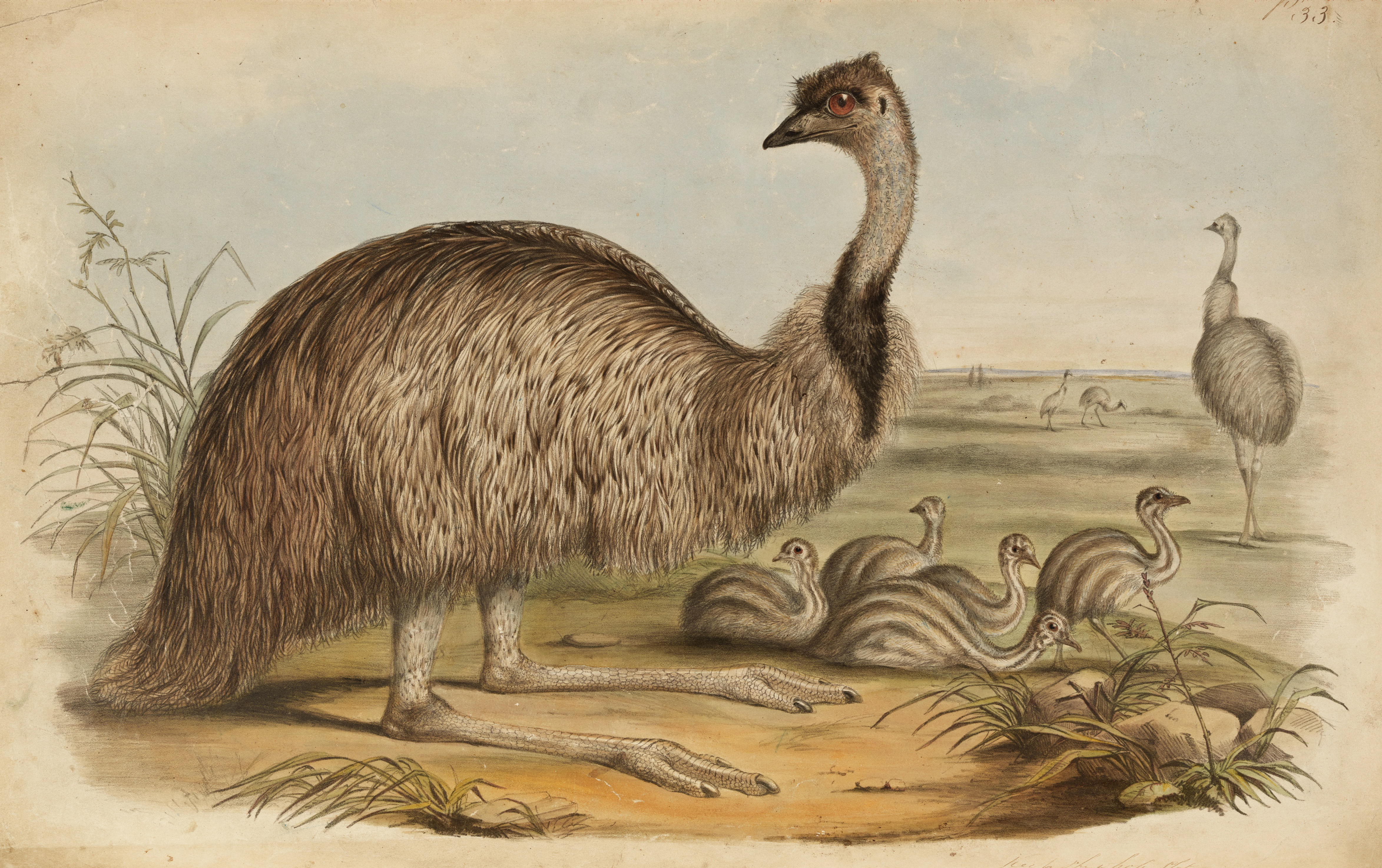
Ему, ілюстрація з «Птахів Австралії».

«Птахи Австралії» (англ. The Birds of Australia) — книга англійського орнітолога Джона Гульда, опублікована в семи томах між 1840 і 1848 роками, з доповненням, опублікованим між 1851 і 1869 роками. Це перше комплексне дослідження птахів Австралії, яке включало описи 681 виду, 328 з яких були новими для науки та були вперше описані Гулдом.
Джон Гульд і його дружина Елізабет приїхали до Австралії з Англії у 1838 році, щоб підготувати книгу. На збір зразків для книги витратили трохи менше двох років. Джон багато подорожував і зібрав великі колекції австралійських птахів та іншої фауни. Елізабет зробила сотні малюнків із зразків для публікації в The Birds of Australia.
Пластини книги виготовлені методом літографії та розфарбовані вручну в студії Габріеля Бейфілда. Елізабет випустила 84 пластини до своєї смерті у 1841 році, Едвард Лір випустив одну, Бенджамін Вотергаус Гокінс вніс одну, а решта 595 пластин були виготовлені Генрі Ріхтером за малюнками Елізабет і були опубліковані під його іменем.
«Птахи Австралії» видавали передплатникам частинами — всього було 250 передплатників, тож було надруковано 250 комплектів семитомника. Твір був опублікований у форматі фоліо, висота якого становить 57 см. З оригінальних 250 книг, 175 зараз обліковуються в інституційних колекціях, а решта 75 знаходяться в приватних руках або були розділені для продажу як окремі відбитки.
Роботі передував «Синопсис птахів Австралії» Гульда, призначений як реклама для продажу підписок на більшу роботу. Кольорові пластини включали монтажі голів птахів, кадри ілюстрацій Елізабет Гульд або твори мистецтва, які Гульд придбав в Едварда Ліра. Лір продав Гульду ілюстрації, які він не включив до своїх знаменитих творів, наприклад «Ілюстрації родини пситацидових або Папуги», а Гульд, у свою чергу, надрукував зображення реверсом і серед робіт інших художників.